# Nghệ thuật sắp đặt

Rachel Whiteread, Embarkment tại Tate Modern, London

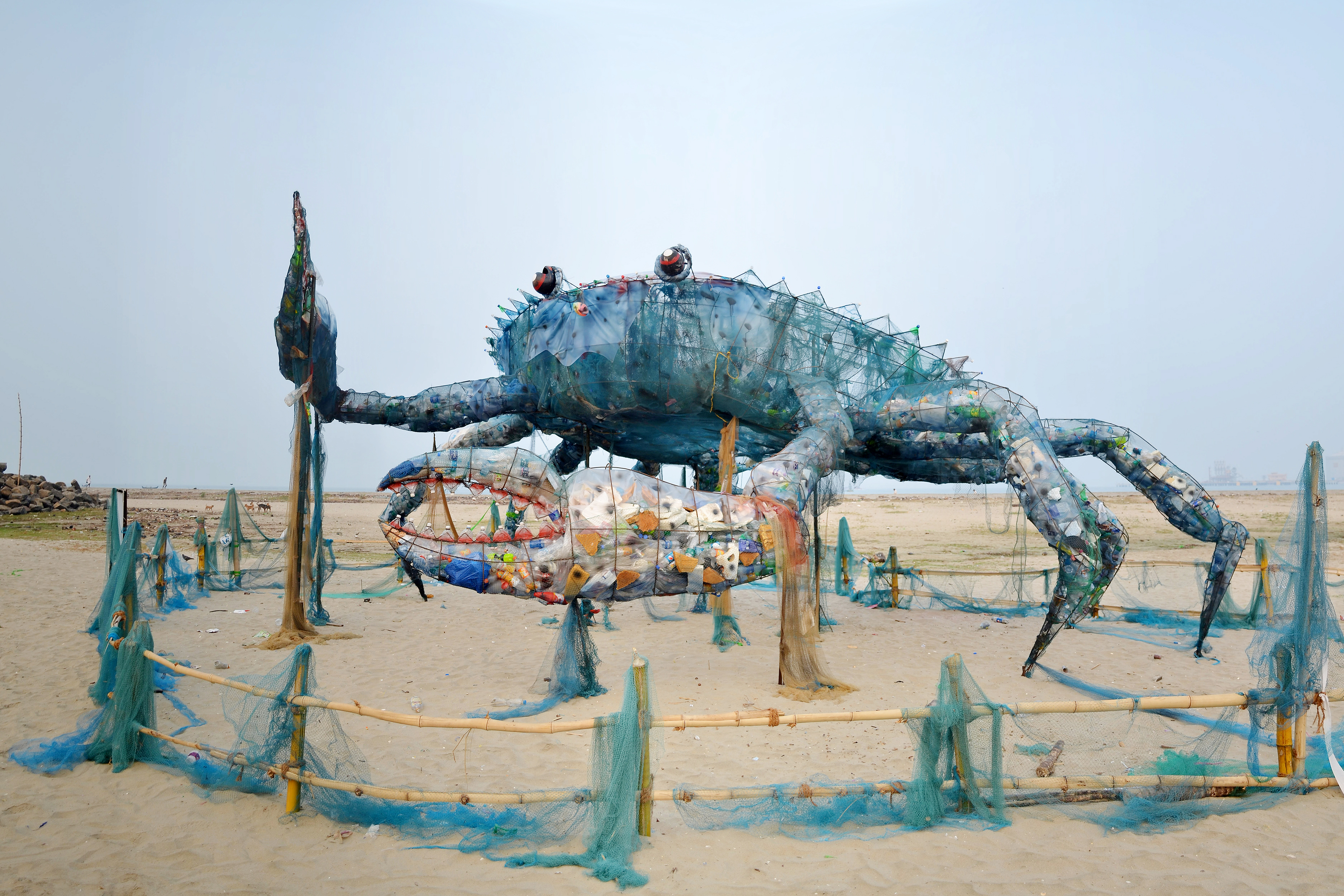
Tác phẩm nghệ thuật sắp đặt cua Mad được tạo ra bằng nhựa thải và chất thải không phân hủy tương tự tại Fort Kochi.

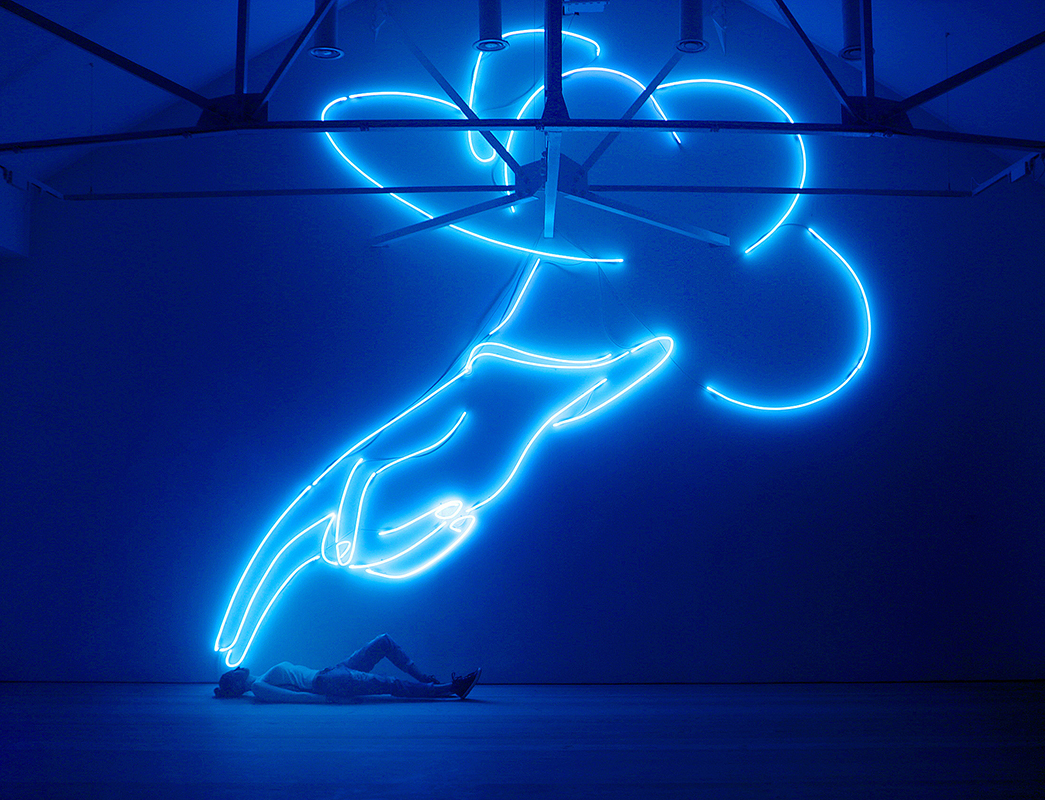
Bàn tay ban phước của Stepan Ryabchenko trong Phòng trưng bày Saatchi ở London

Nghệ thuật sắp đặt là một thể loại nghệ thuật của các tác phẩm ba chiều thường dành riêng cho địa điểm và được thiết kế để thay đổi nhận thức về một không gian. Nói chung, thuật ngữ này được áp dụng cho các không gian nội thất, trong khi các can thiệp bên ngoài thường được gọi là nghệ thuật công cộng, nghệ thuật đất hoặc nghệ thuật can thiệp; tuy nhiên, ranh giới giữa các nghệ thuật này chồng chéo lên nhau.

## Lịch sử

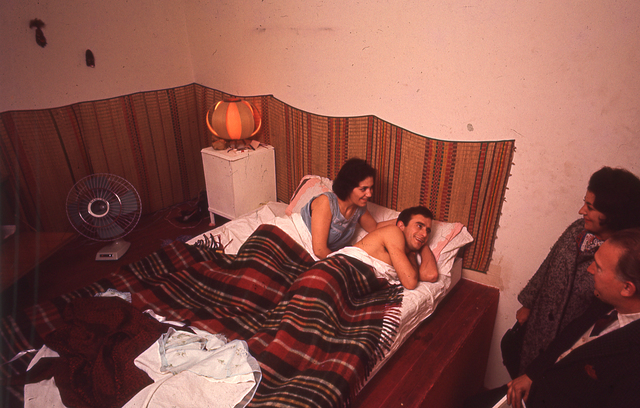
Du khách tương tác với một cặp vợ chồng trên giường, bên trong một trong nhiều môi trường của La Menesunda (1965), một trong những tác phẩm sắp đặt quy mô lớn đầu tiên trong lịch sử nghệ thuật.

Nghệ thuật sắp đặt có thể là tạm thời hoặc vĩnh viễn. Tác phẩm nghệ thuật sắp đặt đã được xây dựng trong không gian triển lãm như bảo tàng và phòng trưng bày, cũng như không gian công cộng và riêng tư. Thể loại này kết hợp một loạt các vật liệu tự nhiên và hàng ngày, thường được chọn vì phẩm chất "gợi" của họ, cũng như các phương tiện mới như video, âm thanh, hiệu suất, thực tế ảo nhập vai và internet. Nhiều sắp đặt đặc trưng cho địa điểm ở chỗ chúng được thiết kế chỉ tồn tại trong không gian mà chúng được tạo ra, hấp dẫn những phẩm chất rõ ràng trong môi trường nhập vai ba chiều. Các tập thể nghệ thuật như Phòng thí nghiệm Triển lãm tại Bảo tàng Lịch sử Tự nhiên Hoa Kỳ của New York đã tạo ra các môi trường để giới thiệu thế giới tự nhiên trong một phương tiện thực tế nhất có thể. Tương tự như vậy, Walt Disney Imagineering sử dụng một triết lý tương tự khi thiết kế nhiều không gian nhập vai cho Disneyland vào năm 1955. Kể từ khi được chấp nhận là một môn học riêng biệt, một số tổ chức tập trung vào nghệ thuật sắp đặt đã được tạo ra. Chúng bao gồm Mattress Factory, Pittsburgh, Bảo tàng Lắp đặt ở London và Cửa ra vào của Ann Arbor, MI, và các tác phẩm khác.
Nghệ thuật sắp đặt nổi lên vào những năm 1970 nhưng gốc rễ của nó có thể được xác định trong các nghệ sĩ trước đó như Marcel Duchamp và sử dụng của ông về readymade và đối tượng nghệ thuật Merz của Kurt Schwitters, chứ không phải là  điêu khắc dựa trên truyền thống nghệ nhân. "Ý định" của nghệ sĩ là tối quan trọng trong nghệ thuật sắp đặt sau này có nguồn gốc từ nghệ thuật khái niệm của những năm 1960. Đây lại là một sự khởi đầu từ điêu khắc truyền thống, nơi tập trung vào hình thức. Nghệ thuật sắp đặt phi phương Tây ban đầu bao gồm các sự kiện được tổ chức bởi nhóm Gutai ở Nhật Bản bắt đầu từ năm 1954, ảnh hưởng đến những người tiên phong sắp đặt của Mỹ như Allan Kaprow. Wolf Vostell cho thấy bản cài đặt 6 TV Dé-coll / age vào năm 1963  tại Phòng trưng bày Smolin ở New York.